# Congresso universale di esperanto

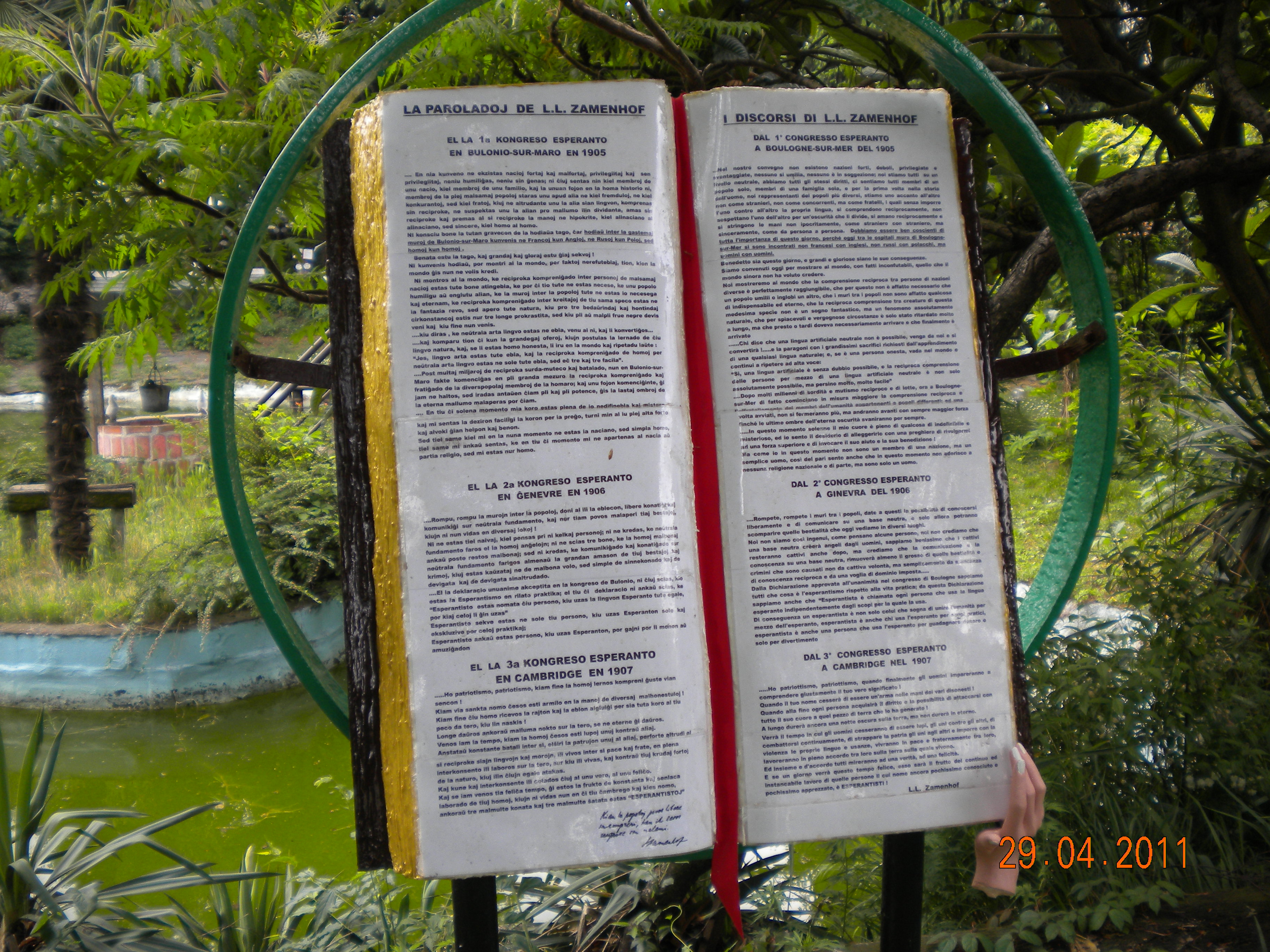
Brani dai discorsi di Zamenhof nei congressi universali del 1905, 1906, kaj 1907. Artista: Gianni Conti. Esposti nel "Giardino dell'esperanto" (Ĝardeno de Esperanto)

Il Congresso universale di esperanto (in esperanto Universala Kongreso de Esperanto, o più brevemente UK) è un congresso organizzato con cadenza annuale dall'Associazione Universale Esperanto (UEA), a cui sono invitati a partecipare tutti gli esperantofoni e i componenti della comunità esperantista. Si tratta di un'occasione di festa, di discussione collettiva e di turismo nella città scelta quale sede, durante la quale avvengono numerose conferenze e presentazioni, nonché sedute ufficiali di lavoro dell'UEA e di altre associazioni esperantiste. Nel 2009, in occasione del 150º anniversario della nascita di Zamenhof, il congresso si tenne nella sua città natale di Białystok.

## Storia e caratteristiche generali

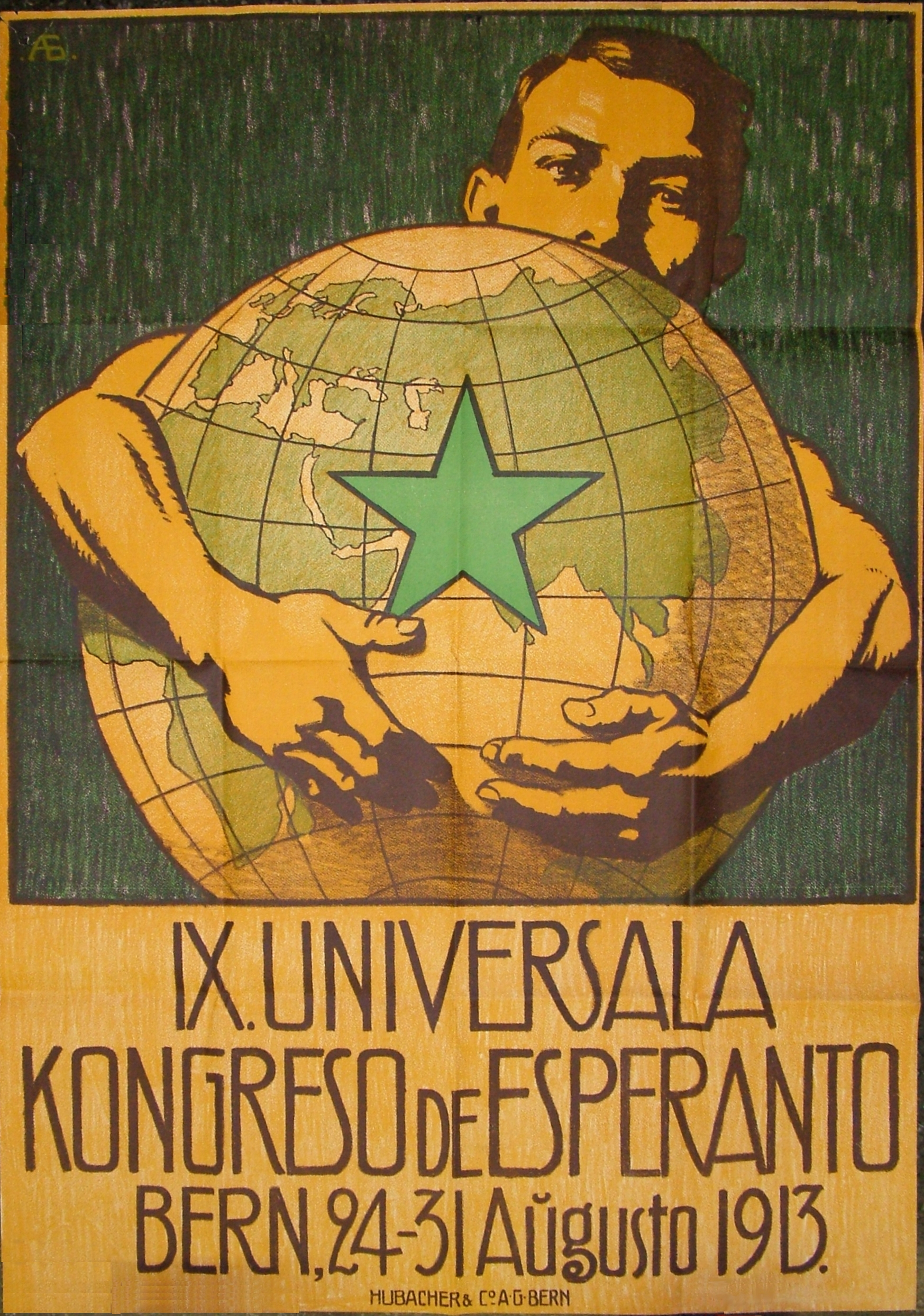
Una locandina del Congresso universale di esperanto del 1913, a Berna (CH).

Il primo Congresso universale di esperanto fu organizzato dall'avvocato francese Alfred Michaux nel 1905, a Boulogne-sur-Mer, in Francia. Da allora, si è svolto un Congresso universale ogni anno, solitamente in luglio o agosto.
L'organizzazione annuale del Congresso è compito della UEA; la sede varia di anno in anno, riflettendo generalmente la distribuzione geografica e le forze organizzative presenti nel movimento esperantista.
La decisione ultima sulla località del congresso spetta al direttivo dell'UEA.

## Programma

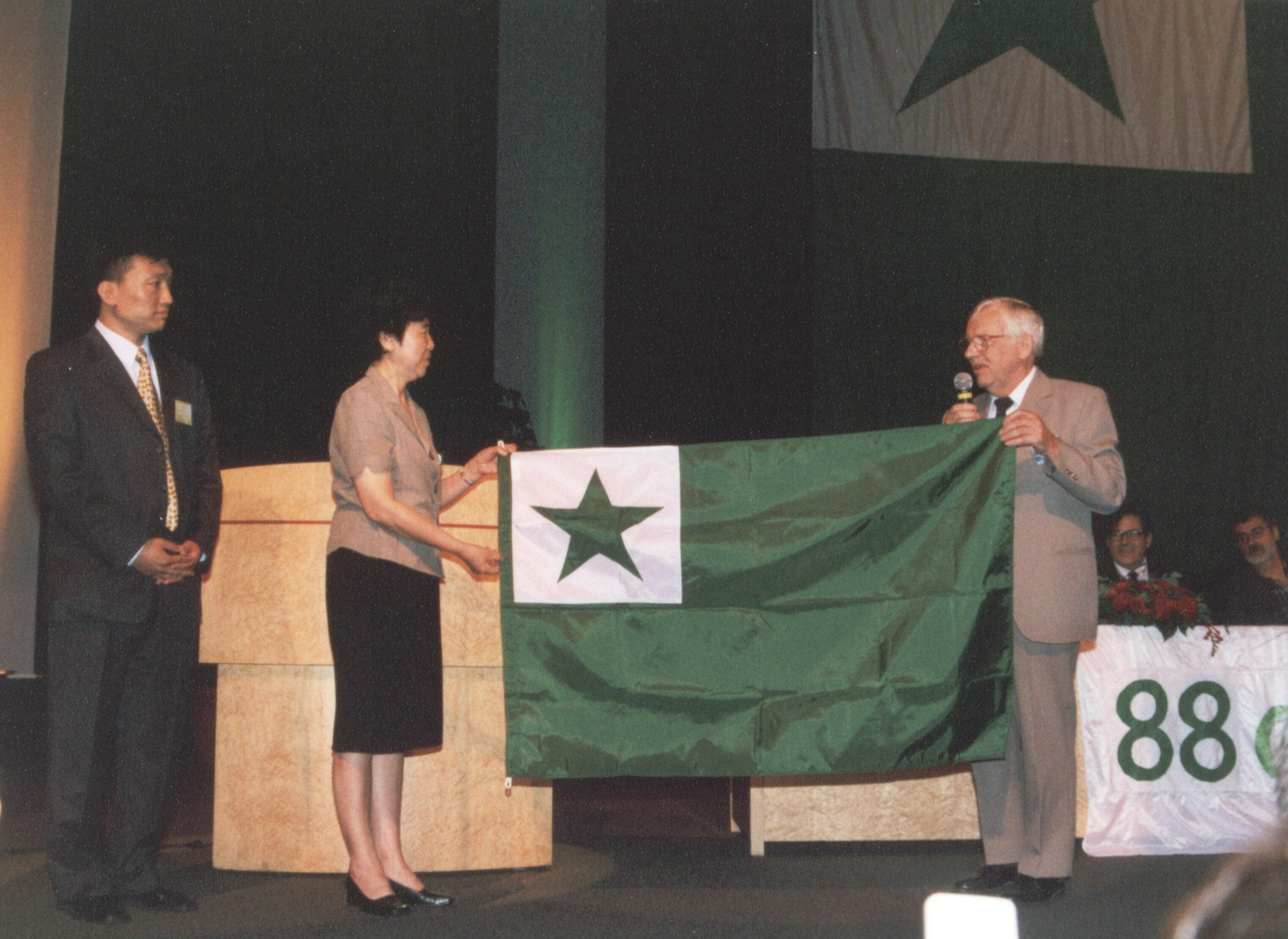
Il tradizionale passaggio della bandiera dell'esperanto dagli organizzatori del Congresso a quelli del successivo: a sinistra la delegazione cinese, a destra il presidente dell'associazione esperantista svedese (Göteborg, 2003).

Il programma del Congresso universale varia annualmente. Vi sono tuttavia elementi di continuità fra i vari congressi.
- Viene solitamente indicato un tema portante, attorno al quale ruotano discussioni e conferenze.
- Solitamente la nazione ospitante è oggetto di corsi di lingua e cultura e di visite turistiche.
- Vengono organizzate attività ludiche come serate tematiche nazionali o internazionali, concerti, rappresentazioni teatrali, balli e cabaret. Alcuni appuntamenti tradizionali che si rinnovano annualmente sono i Belartaj Konkursoj, i Tagoj de la Libro, i Tagoj de la Lernejo, i Tagoj de la Paco e il servizio di acquisto libri in lingua.
- Si tengono riunioni organizzative dell'UEA, delle sue sottosezioni e di altre associazioni esperantiste. Spesso il Congresso universale è l'unica occasione in cui si incontrano fisicamente gran parte dei membri di un'associazione: è dunque in questa occasione che, solitamente, si tengono elezioni per il rinnovo delle cariche.

## Sedi congressuali
| Numero  | Anno | Città             | Stato            | Partecipanti |
| ------- | ---- | ----------------- | ---------------- | ------------ |
| 110º UK | 2025 | Brno              | Rep. Ceca        |              |
| 109º UK | 2024 | Arusha            | Tanzania         | 854          |
| 108º UK | 2023 | Torino            | Italia           | 1318         |
| 107º UK | 2022 | Montréal          | Canada           | 859          |
| 106º UK | 2021 | virtuale          | Mondo            | 1740         |
| 105º UK | 2020 | virtuale          | Mondo            | 1860         |
| 104º UK | 2019 | Lahti             | Finlandia        | 917          |
| 103º UK | 2018 | Lisbona           | Portogallo       | 1567         |
| 102º UK | 2017 | Seul              | Corea del Sud    | 1173         |
| 101º UK | 2016 | Nitra             | Slovacchia       | 1252         |
| 100º UK | 2015 | Lilla             | Francia          | 2698         |
| 99º UK  | 2014 | Buenos Aires      | Argentina        | 706          |
| 98º UK  | 2013 | Reykjavík         | Islanda          | 1034         |
| 97º UK  | 2012 | Hanoi             | Vietnam          | 866          |
| 96º UK  | 2011 | Copenaghen        | Danimarca        | 1458         |
| 95º UK  | 2010 | L'Avana           | Cuba             | 1002         |
| 94º UK  | 2009 | Białystok         | Polonia          | 1860         |
| 93º UK  | 2008 | Rotterdam         | Paesi Bassi      | 1845         |
| 92º UK  | 2007 | Yokohama          | Giappone         | 1901         |
| 91º UK  | 2006 | Firenze           | Italia           | 2209         |
| 90º UK  | 2005 | Vilnius           | Lituania         | 2344         |
| 89º UK  | 2004 | Pechino           | Cina             | 2031         |
| 88º UK  | 2003 | Göteborg          | Svezia           | 1791         |
| 87º UK  | 2002 | Fortaleza         | Brasile          | 1484         |
| 86º UK  | 2001 | Zagabria          | Croazia          | 1691         |
| 85º UK  | 2000 | Tel Aviv          | Israele          | 1212         |
| 84º UK  | 1999 | Berlino           | Germania         | 2712         |
| 83º UK  | 1998 | Montpellier       | Francia          | 3133         |
| 82º UK  | 1997 | Adelaide          | Australia        | 1224         |
| 81º UK  | 1996 | Praga             | Rep. Ceca        | 2972         |
| 80º UK  | 1995 | Tampere           | Finlandia        | 2443         |
| 79º UK  | 1994 | Seul              | Corea del Sud    | 1776         |
| 78º UK  | 1993 | Valencia          | Spagna           | 1863         |
| 77º UK  | 1992 | Vienna            | Austria          | 3033         |
| 76º UK  | 1991 | Bergen            | Norvegia         | 2400         |
| 75º UK  | 1990 | L'Avana           | Cuba             | 1617         |
| 74º UK  | 1989 | Brighton          | Regno Unito      | 2280         |
| 73º UK  | 1988 | Rotterdam         | Paesi Bassi      | 2321         |
| 72º UK  | 1987 | Varsavia          | Polonia          | 5946         |
| 71º UK  | 1986 | Pechino           | Cina             | 2482         |
| 70º UK  | 1985 | Augusta           | Germania         | 2311         |
| 69º UK  | 1984 | Vancouver         | Canada           | 802          |
| 68º UK  | 1983 | Budapest          | Ungheria         | 4834         |
| 67º UK  | 1982 | Anversa           | Belgio           | 1899         |
| 66º UK  | 1981 | Brasilia          | Brasile          | 1749         |
| 65º UK  | 1980 | Stoccolma         | Svezia           | 1807         |
| 64º UK  | 1979 | Lucerna           | Svizzera         | 1630         |
| 63º UK  | 1978 | Varna             | Bulgaria         | 4414         |
| 62º UK  | 1977 | Reykjavík         | Islanda          | 1199         |
| 61º UK  | 1976 | Atene             | Grecia           | 1266         |
| 60º UK  | 1975 | Copenaghen        | Danimarca        | 1227         |
| 59º UK  | 1974 | Amburgo           | Germania         | 1651         |
| 58º UK  | 1973 | Belgrado          | Jugoslavia       | 1638         |
| 57º UK  | 1972 | Portland          | Stati Uniti      | 923          |
| 56º UK  | 1971 | Londra            | Regno Unito      | 2071         |
| 55º UK  | 1970 | Vienna            | Austria          | 1987         |
| 54º UK  | 1969 | Helsinki          | Finlandia        | 1857         |
| 53º UK  | 1968 | Madrid            | Spagna           | 1769         |
| 52º UK  | 1967 | Rotterdam         | Paesi Bassi      | 1265         |
| 51º UK  | 1966 | Budapest          | Ungheria         | 3975         |
| 50º UK  | 1965 | Tokyo             | Giappone         | 1710         |
| 49º UK  | 1964 | L'Aia             | Paesi Bassi      | 2512         |
| 48º UK  | 1963 | Sofia             | Bulgaria         | 3472         |
| 47º UK  | 1962 | Copenaghen        | Danimarca        | 1550         |
| 46º UK  | 1961 | Harrogate         | Regno Unito      | 1646         |
| 45º UK  | 1960 | Bruxelles         | Belgio           | 1930         |
| 44º UK  | 1959 | Varsavia          | Polonia          | 3256         |
| 43º UK  | 1958 | Magonza           | Germania         | 2021         |
| 42º UK  | 1957 | Marsiglia         | Francia          | 1468         |
| 41º UK  | 1956 | Copenaghen        | Danimarca        | 2200         |
| 40º UK  | 1955 | Bologna           | Italia           | 1687         |
| 39º UK  | 1954 | Haarlem           | Paesi Bassi      | 2353         |
| 38º UK  | 1953 | Zagabria          | Jugoslavia       | 1760         |
| 37º UK  | 1952 | Oslo              | Norvegia         | 1614         |
| 36º UK  | 1951 | Monaco di Baviera | Germania         | 2040         |
| 35º UK  | 1950 | Parigi            | Francia          | 2325         |
| 34º UK  | 1949 | Bournemouth       | Regno Unito      | 1534         |
| 33º UK  | 1948 | Malmö             | Svezia           | 1761         |
| 32º UK  | 1947 | Berna             | Svizzera         | 1370         |
| 31º UK  | 1939 | Berna             | Svizzera         | 765          |
| 30º UK  | 1938 | Londra            | Regno Unito      | 1602         |
| 29º UK  | 1937 | Varsavia          | Polonia          | 1120         |
| 28º UK  | 1936 | Vienna            | Austria          | 854          |
| 27º UK  | 1935 | Roma              | Italia           | 1442         |
| 26º UK  | 1934 | Stoccolma         | Svezia           | 2042         |
| 25º UK  | 1933 | Colonia           | Germania         | 950          |
| 24º UK  | 1932 | Parigi            | Francia          | 1650         |
| 23º UK  | 1931 | Cracovia          | Polonia          | 900          |
| 22º UK  | 1930 | Oxford            | Regno Unito      | 1211         |
| 21º UK  | 1929 | Budapest          | Ungheria         | 1200         |
| 20º UK  | 1928 | Anversa           | Belgio           | 1494         |
| 19º UK  | 1927 | Danzica           | Libera Città     | 905          |
| 18º UK  | 1926 | Edimburgo         | Regno Unito      | 960          |
| 17º UK  | 1925 | Ginevra           | Svizzera         | 953          |
| 16º UK  | 1924 | Vienna            | Austria          | 3400         |
| 15º UK  | 1923 | Norimberga        | Germania         | 4963         |
| 14º UK  | 1922 | Helsinki          | Finlandia        | 850          |
| 13º UK  | 1921 | Praga             | Cecoslovacchia   | 2561         |
| 12º UK  | 1920 | L'Aia             | Paesi Bassi      | 408          |
| 11º UK  | 1915 | San Francisco     | Stati Uniti      | 163          |
| 10º UK  | 1914 | Parigi            | Francia          | 3739         |
| 9º UK   | 1913 | Berna             | Svizzera         | 1203         |
| 8º UK   | 1912 | Cracovia          | Austria-Ungheria | 1000         |
| 7º UK   | 1911 | Anversa           | Belgio           | 1800         |
| 6º UK   | 1910 | Washington        | Stati Uniti      | 357          |
| 5º UK   | 1909 | Barcellona        | Spagna           | 1287         |
| 4º UK   | 1908 | Dresda            | Germania         | 1500         |
| 3º UK   | 1907 | Cambridge         | Regno Unito      | 1317         |
| 2º UK   | 1906 | Ginevra           | Svizzera         | 1200         |
| 1º UK   | 1905 | Boulogne-sur-Mer  | Francia          | 688          |